# Banski dvori
Banski dvori naziv je za povijesnu zgradu na zapadnoj strani Trga sv. Marka u Zagrebu (Trg sv. Marka br. 1) koja je bila dom hrvatskih banova od 1809. do 1918. godine. Banski dvori su dugačka barokna jednokatnica, a zajedno s palačom koja se na nju nadovezuje (Trg. sv. Marka 2) čine danas sjedište Vlade Republike Hrvatske. Banske dvore danas čini kompleks od dviju četverokrilnih gradskih palača, sagrađenih u drugoj polovini 18. i početkom 19. stoljeća nadogradnjom starijih srednjovjekovnih građevina, a omeđeni su Trgom sv. Marka i ulicama - Freudenreichovom - Matoševom - Brezovačkog. Istaknuti su primjer baroknog klacisizma.
Pojam Banski dvori u prenesenom značenju može označavati Vladu Republike Hrvatske, odnosno politiku koju ona provodi.

## Povijest

### 1807. – 1918.
Banski dvori sagrađeni su u stilu baroknog klasicizma krajem 18. stoljeća na mjestu kuće bana Petra Zrinskoga. Kako je imovina Zrinskih nakon propasti urote 1671. zaplijenjena, stara kuća Zrinskih na Markovu trgu prodana je obitelji Čikulini te je kasnije prešla u posjed grofa Petra Troila Sermagea, te konačno u posjed obitelji Kulmer. Kad je stara kuća Zrinskih (tada već poznata kao palača Sermage-Kulmer) uskoro teško stradala u požaru, Ivan Kulmer ju je obnovio, proširio i na susjedne objekte, a 1801. počeo gradnju reprezentativne palače. Nedovršenu gradnju prodao je 1808. Zemaljskoj vladi za 75.000 forinti. Naime, hrvatski Sabor, koji je zajedno stolovao sa Zagrebačkom županijom do 1807. godine, donosi odluku o kupnji kraljevinske kuće u kojoj će se uz Sabor moći smjestiti i najviši sudovi te u kojoj će moći stalno stolovati hrvatski ban. Slijedom toga zaključka, godinu dana kasnije ban Ignjat Gyulay prodao je staru saborsku palaču zagrebačkoj županiji kao vijećnicu i kupio kuću baruna Ferdinanda Kulmera na zapadnoj strani Markovog trga kako bi dobio novu kraljevinsku kuću za trajan stan banova, sjedište sudova, pohranu javnih spisa i kraljevinskih knjiga (saborskih zapisnika). Kupoprodajni ugovor o prodaji palače skopljen je 1. kolovoza 1808. Iako u toj zgradi nije bilo dovoljno prostora za saborska zasjedanja, takvim je rasporedom u prvom redu riješeno pitanje stana za bana pa je palača i dobila naziv "banska palača", a kasnije "banski dvori". Do početka 1809. palača je renovirana i nadograđena te su u njoj smješteni kraljevski Zemaljski arhiv, Banski i zemaljski sudbeni stol, te hrvatska sabornica. Godine 1837. od obitelji Rauch kupljen je i sjeverni kompleks, sjeverno krilo sadašnjih Banskih dvora, a nakon dogradnje zapadnog i sjevernog krila zgrade u taj dio palače premješta se Banski i Sudbeni stol. Tijekom svoga banovanja (1848. – 1859.) u Banskim dvorima je živio ban Josip Jelačić, koji je tu i umro. Za vrijeme njegovog mandata, 10. rujna 1850. u zgradu je dovedena telegrafska žica te je time Zagreb spojen na brzojavnu mrežu s Bečom. Iz te zgrade banski namjesnik Mirko Lentulaj je 28. rujna 1850. poslao i prvi hrvatski brzojav ("telegraf je u redu"), poslan Jelačiću koji se zatekao na službenom putu u Beču.
Posljednja velika nadogradnja i proširenje sjeverozapadnog dijela kompleksa obavljena je 1882., pri kraju banovanja prvog bana pučanina Ivana Mažuranića. Nakon toga na Banskim dvorima nije bilo većih zahvata kojima bi se mijenjao volumen i prostorni odnosi kompleksa zgrada. Početkom banovanja Nikole Tomašića (1910. – 1912.) dvori su uređeni i obnovljeni. Pregrađena je i nanovo uređena dvorana za primanje. Napravljen je tada i zrcalasti strop i montirani stari vrijedni lusteri, zamijenjena je stara željezna peć novom keramičkom peći, a tada su u ovu dvoranu postavljeni portreti hrvatskih banova.

### 1918. – 1990.
Nakon raspada Austro-Ugarske u zgradi je stolovala izvršna vlast Države SHS, a potom i preostale institucije Trojedne Kraljevine Hrvatske, Slavonije i Dalmacije tijekom prijelaznog razdoblja stvaranja Kraljevine Jugoslavije. Od 1929. u Banskim dvorima je stolovao ban i činovnici Savske banovine, a od 1939. i vlada Banovine Hrvatske i ban Šubašić. Za NDH (1941. – 1945.), Banski dvori su bili ured Ante Pavelića i sjedište ustaške vlade, dok su od 1945. bili sjedište izvršne vlasti i predsjedništva SR Hrvatske.

### Nakon 1990.
1990. godine Banski su dvori postali sjedište predsjednika Republike Hrvatske te hrvatske Vlade. 7. listopada 1991. godine Banske dvore raketirao je zrakoplov JNA, s ciljem atentata na tadašnjeg predsjednika Republike Tuđmana, predsjednika predsjedništva SFRJ Stjepana Mesića i predsjednika Saveznog izvršnog vijeća Antu Markovića. Svi su preživjeli pukom slučajnošću, a zgrada je pretrpjela znatna materijalna oštećenja. Raketiranje Banskih dvora bio je povod da Sabor Republike Hrvatske već sljedeći dan - 8. listopada 1991. - donese Odluku o raskidu državnopravnih sveza s ostalim republikama i pokrajinama SFRJ, kojom je Republika Hrvatska postala nezavisna i samostalna država. Zbog sigurnosnih razloga, 1992. godine predsjednik Republike seli se u novu rezidenciju - Predsjedničke dvore na Pantovčaku, te su otada Banski dvori stalno sjedište Vlade Republike Hrvatske.
Banski dvori nalaze se na listi zaštićenih kulturnih dobara Republike Hrvatske. Obnovljeni su 2008 godine (pročelje).

## Galerija
- Sjeverno krilo današnjih Banskih dvora
- Banski dvori iz zraka
- Velika smjena straže ispred Banskih dvora tijekom 1990-ih

## Vanjske poveznice
|  | Zajednički poslužitelj ima još gradiva o temi Banski dvori |

- Tomislav Mamić: "Banski dvori iznutra - tko gdje sjedi i kakva atmosfera vlada u Vladi ", Jutarnji list, 21.05.2016.